# Gqom
Gqom ( [ᶢǃʱòm] ), (Igqomu ( [iᶢǃʱòmu] ), Gqom tech , Sghubu o 3-Step), se trata de un género de música electrónica de baile que emergió en Durban, Sudáfrica, a principios de la década de 2010.
Los productores musicales fueron en gran medida pioneros en este género Naked Boyz, Sbucardo, DJ Lag, Rudeboyz,  Nasty Boyz, Griffit Vigo, Distruction Boyz, Menzi Shabane  y Citizen Boy. Evolucionó a partir del kwaito, un subgénero de la música house sudafricana.
A diferencia de otros géneros de música electrónica sudafricana, el gqom se distingue por su sonido minimalista, crudo y repetitivo, que incluye ritmos de bajos pesados pero carece del patrón rítmico de cuatro en el suelo.
Figuras clave en la música, como el rapero sudafricano Okmalumkoolkat y Malumz Kole, el dueño del sello discográfico italiano Gqom Oh, jugaron un papel fundamental en la promoción internacional del género.
Otros sudafricanos que contribuyeron incluyen a Cherish Lala Mankai, reconocido como creador de tendencias musicales y experto en relaciones públicas. DJ Tira, propietario del sello discográfico Afrotainment, junto con artistas como Babes Wodumo, Dlala Thukzin y Busiswa, también desempeñaron un papel destacado en el desarrollo del género.

## Nombre y características

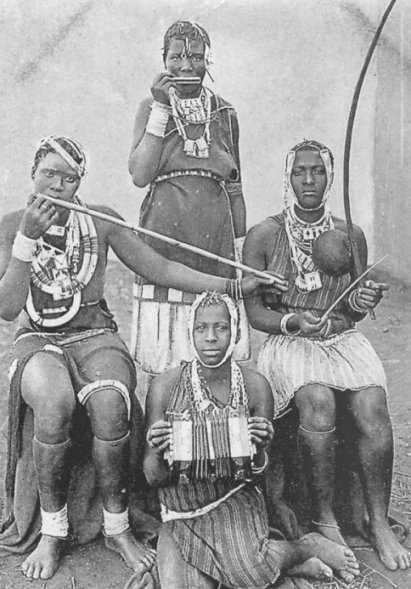
Músicos zulúes, 1900.

La palabra "gqom" proviene de una combinación onomatopéyica de consonantes de clic en el idioma zulú, que significa "tambor que golpea". También se conoce como gqom tech, qgom, igqom, gqomu o 3-step (tanto como apodo como subgénero del género musical gqom en sí), debido a los distintivos patrones rítmicos o sus variantes presentes en el género. Otro término comúnmente utilizado es "sghubu", ya que su traducción directa del idioma zulú es "tambor". Además, es una expresión local que se emplea para describir el house o el instrumento de tambor en general, aunque también se refiere a un subgénero específico dentro del gqom 

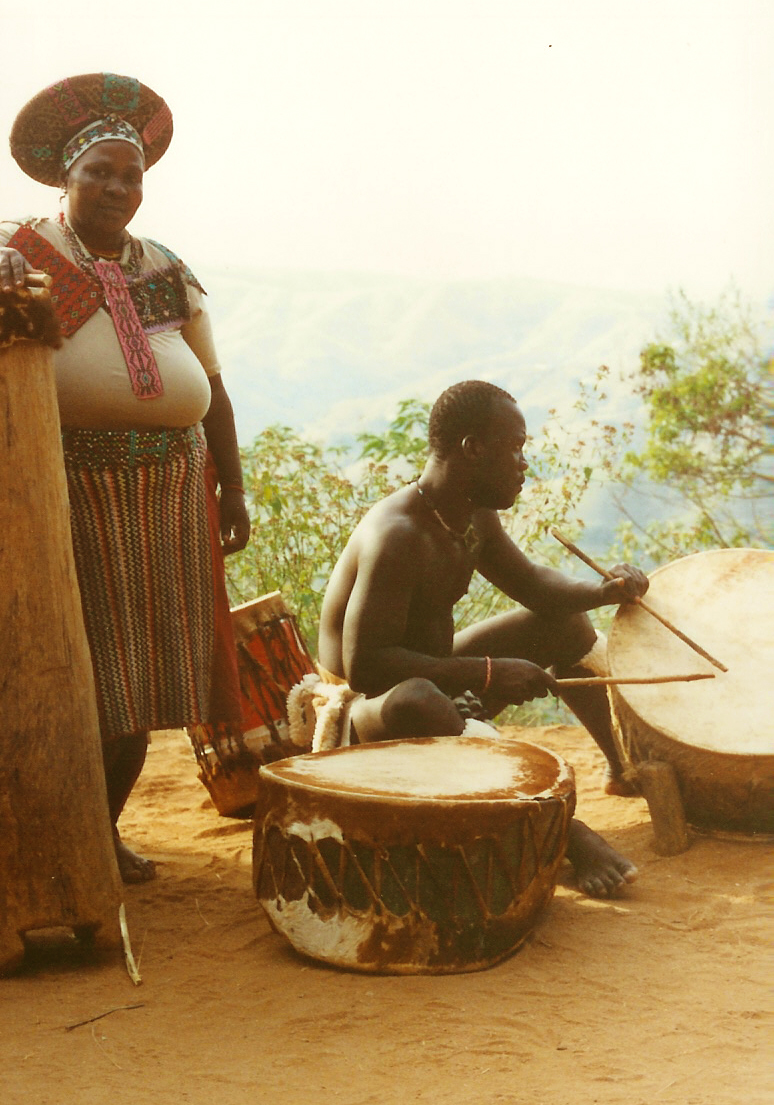
(En la foto) tradicional zulú, baterista.

El gqom se caracteriza por sus ritmos que tienen un sonido mínimo, crudo y repetitivo con graves pesados, así como incorporaciones de techno. Se describe principalmente como teniendo un sonido de club oscuro e hipnótico. El estilo de los ritmos no utiliza el patrón rítmico de cuatro en el suelo que a menudo se escucha en otra música house.
Los temas líricos típicos incluyen la vida nocturna. A menudo utiliza una frase o algunas líneas que se repiten numerosas veces en la canción. El gqom fue desarrollado por una joven generación de DJs con habilidades tecnológicas que producen de manera casera con software como FL Studio y a menudo distribuyen su música de forma independiente en plataformas de intercambio de archivos.
En 3-Step, un patrón o tiempos predominantes de 3 tiempos se organizan comúnmente en grupos de tres. El gqom, junto con los productores y DJ de afro tech, frecuentemente combinan estos dos géneros (gqom y afro-tech). Las ilustraciones serían las de " Poki Returns "  de Culoe De Song de 2018 y " Nika Nika " (remix mágico) de Dlala Thukzin con Iso y CavaTheKwaal, de su EP de 2020, Permanent Music.
En 2021, Dlala Thukzin lanzó un remix de "Phuze" con Mpura, Zaba, Sir Trill y Rascoe Kaos, fusionando elementos de gqom y amapiano en una sola canción.

## Historia
El gqom emergió a principios de la década de 2010.
En la década de 2010, las influencias incluyen actos como Naked Boyz, conocidos principalmente por su producción de la canción "Ithoyizi", que apareció en la compilación de DJ Cndo, quien firmó con Afrotainment. También se destacó la inclinación de productores musicales como Blaq Soul y Culoe de Song hacia el house tribal, donde experimentaron con formaciones rítmicas. También, en algunos clubes nocturnos de Durban, el gqom inicial y el house tribal se mezclaban armoniosamente en las sesiones de los DJ, mientras que la música de productores discográficos de Pretoria y Eastern Cape como DJ Spoko, Machance, DJ Mujava, DJ Mthura y DJ Soso dominaba en ese período.

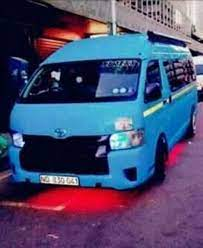
En Sudáfrica, una escena común es la de las minivans de taxi personalizadas y mejoradas con un subwoofer, como un Toyota Quantum (conocido localmente como ibomba),
que a menudo reproducen gqom a un volumen alto utilizando altavoces de graves amplificados..

A partir de mediados de la década de 2010, el género ganó reconocimiento internacional, especialmente en Londres. El gqom también contribuye al incremento de las ganancias comerciales de los taxis locales, ya que la gente ha designado un día específico para celebrar el gqom, conocido principalmente como "iNazoke" o "explosión de gqom". Esta celebración es popular entre los habitantes de la ciudad de Durban, pero con el tiempo, otras ciudades y pueblos de KwaZulu-Natal también comenzaron a adoptarla.

## Desarrollo de género
Conforme el género ganaba reconocimiento a nivel internacional, esto facilitó más colaboraciones internacionales y su difusión. En 2017, se pudo ver al actor Jussie Smollett, conocido por su papel en Empire (serie de televisión de 2015), bailando y aparentemente disfrutando. la canción "Omunye" de Distruction Boyz, en colaboración con Benny Maverick. y Dlala Mshunqisi. Smollett se refirió a la canción como "su canción".
La cantante y coreógrafa conocida como la "reina del gqom", Babes Wodumo fue nominada para los premios BET en la categoría de Mejor Actuación Internacional: África.
En 2018, Babes Wodumo apareció en la compilación del álbum de la banda sonora de Marvel Comics, Black Panther, producido por Kendrick Lamar, donde su estilo vocal gqom se destacó en la canción "Redemption", además, Wodumo colaboró con el grupo electrónico estadounidense Major Lazer en "Orkant/Balance Pon It" y exhibió movimientos de baile gqom en el vídeo musical oficial.
El dúo FAKA tuvo su música del EP "Amaqhawe" seleccionada por Donatella Versace para el desfile de moda de la colección de moda masculina Primavera 2019 de Versace.
Tanto Distruction Boyz (integrado por Que DJ y Goldmax) como Babes Wodumo  ambos fueron nominados al Premio MTV Europe Music al Mejor Artista Africano, con ceremonias celebradas en Londres (2017) y España (2018). Ese mismo año, Distruction Boyz recibieron una nominación en los premios BET en la categoría de Mejor Actuación Internacional: África. además, el dúo viajó a Barcelona con el DJ y productor musical estadounidense Diplo, quien es la mitad de Major Lazer, para actuar junto a Black Coffee y Diplo en Sónar.
En 2019, DJ Lag lanzó una canción " My Power " para Beyoncé con varios artistas, incluido el compositor y cantante Busiswa y el músico y bailarín Moonchild Sanelly . 
La canción formaba parte del listado de canciones del álbum inspirado en. El Rey León, titulado The Lion. Rey: El regalo. En la 62ª edición de los premios Grammy, The Lion King: The Gift recibió una nominación a Mejor Álbum Vocal Pop.  DJ Lag actuó en la fiesta African Giants que celebró a todos los nominados al Grammy 2020 de África. En octubre, durante la actuación del rapero, poeta, actriz y compositor Sho Madjozi, The Kelly Clarkson Show, luchador de la WWE, John Cena hizo una aparición sorpresa interpretando la canción " John Cena " junto a ella.
En 2020, la vocalista Alicia Keys fue grabada en video por el productor discográfico Swizz Beatz bailando "eLamont" de Babes Wodumo con Mampintsha, quien previamente fue miembro de Big Nuz.
En 2023, Disney Plus lanzó una serie animada de ciencia ficción y afrofuturismo, Kizazi Moto: Generation Fire, que incluye Surf Sangoma ambientada en el año 2050 en Durban la película de animación fue dirigida por Spoek Mathambo (Nthato Mokgata) y Catherine Green. La banda sonora de la película, inspirada en el gqom, fue creada por el productor musical Aero Manyelo..

## Gqom alternativo
En 2017, el rapero electrónico Okmalumkoolkat colaboró con Amadando en la canción "Gqi", la cual fue producida por el trío Rudeboyz, compuesto por Menchess, Massive Q y Andile.
En 2018, los Rudeboyz habían comunicado al ex editor ejecutivo interino de IOL, Buhle Mbonambi, que ocasionalmente combinarían el gqom con una variedad de otros géneros como el hip hop y el pop.
El álbum Limpopo Champions League de Sho Madjozi fue una mezcla de gqom, hip hop y varios otros sonidos electro. El álbum contó con actos musicales como el cantante Makhadzi y el rapero Kwesta.
En 2019, el álbum de autoría propia de DJ Tira, "Ikhenani" (que significa "Canaán"), presentaba una fusión de géneros que incluía gqom, maskandi, gospel, amapiano, trap y hip hop. El álbum contó con varias colaboraciones especiales, entre ellas Chymamusique, Duncan, Skye Wanda, Dlala Mshunqisi, Kwesta, Hlengiwe Mhlaba y Tipcee.
El EP Gqom Land del rapero de trap y amapiano Costa Titch, lanzado en 2019, incluía tres canciones, donde el rapero entonaba sus versos sobre ritmos gqom.
En 2020, el dúo de gqom comercial Worst Behavior colaboró con Okmalumkoolkat, DJ Tira, el rapero Beast RSA, DJ Lag y Tipcee para el remix de su sencillo "Samba Ngolayini".
En 2021, Dlala Thukzin lanzó el remix de "Phuze", fusionando elementos de gqom y amapiano en una sola canción.
La cantante de R&B, pop y amapiano Tyla se unió a DJ Lag y Kooldrink en la canción "Overdue". Esta canción fusionó elementos de gqom y popiano.
En 2022, el álbum de gqom de The Natal Piano Movement, titulado "The Legendary Edition", combinó elementos de gqom, deep house y amapiano.
El álbum "Phases" de Moonchild Sanelly, que cuenta con una colaboración especial del rapero de Durban, Blxckie, exhibió una fusión de kwaito, gqom y amapiano entrelazados con elementos de hip hop, jazz, pop, R&B y trap.
En 2023, Rudeboyz, Ms Cosmo, el bailarín y cantante de amapiano Kamo Mphela, y el rapero Blxckie se unieron para lanzar un sencillo llamado "Woza La".
Dlala Thukzin y el productor de house y amapiano DJ Kabza De Small unieron fuerzas para lanzar el sencillo "Magical Ideas", que forma parte del EP Permanent Music 3 de Thukzin.
En 2024, el productor discográfico Funky Qla se unió a Dlala Thukzin, Goldmax (mitad de Distruction Boyz), Beast RSA y el cantante Zee Nxumalo para lanzar la canción "FOMO".

### Reino Unido
Específicamente, Kode9 (Steve Goodman), líder del sello de música electrónica Hyperdub, demostró un creciente interés en el gqom. Varios sellos discográficos británicos como Gqom Oh!, Hyperdub y Goon Club All Stars, lanzaron discos de gqom de pioneros y productores del género de Durban, como Mafia Boyz, Dominowe, Cruel Boyz, Julz Da Deejay, Formation Boyz, DJ Mabheko, Untichicks, TLC Fam, Unticipated Soundz, Emo Kid y Okzharp. Además, las pistas de gqom se pueden encontrar en lanzamientos como el EP "Touch" de KG & Scratcha DVA y "& Baga Man" de Scratchclart. Scratcha DVA visualizó el UK Gqom como una variante única del gqom, influenciada por la cultura de clubes británica, especialmente UK funky del Reino Unido. Un ejemplo de UK Gqom es el EP "The Classix" de KG & Scratchclart. En 2023, Scratcha realizó un mixset consecutivo con el pionero del gqom y nativo de Durban, Menzi Shabane. DJ Lag colaboró con el productor y MC británico de grime, Novelist, en un sencillo llamado "Bulldozer". La canción fue grabada en Londres y presenta la letra: "El gran novelista llega como una excavadora. Pero tengo al enemigo admitiendo que todo ha terminado. Nunca he sido un agitador, soy un verdadero soldado".

### Japón
En Japón, se desarrolló una escena de gqom liderada por el DJ y productor KΣITO, quien inicialmente estuvo involucrado en la escena japonesa footwork de pies. El interés de KΣITO en el gqom creció a mediados de la década de 2010. En 2016, lanzó "Hatagaya", un EP que incorporaba gqom. Otros proyectos de KΣITO, como "Jakuzure Butoh", también se inspiraron en el gqom.
KΣITO organiza eventos nocturnos de TYO GQOM en Tokio. Además, estableció el sello discográfico USI KUVO, que actúa como un núcleo para la escena gqom japonesa y ha lanzado discos gqom de artistas de Durban como Loktion Boyz. Algunos productores japoneses, como Indus Bonze, fusionan el gqom con el estilo musical japonés experimental conocido como "gorge".

### Francia
En Francia, el colectivo Gqommunion fue fundado en 2017 por Sebastien Forrester y Amzo, este último vinculado al sello discográfico Gqom Oh!. En 2019, Sebastien Forrester lanzó el EP inspirado en gqom Salvo, que incorpora ritmos coupé-décalé.

### Grecia
En 2020, el dúo griego Bang La Decks y el productor holandés Wiwek unieron fuerzas en un sencillo llamado 'GQOM'. Rindieron homenaje al gqom mientras expresaban su admiración por el vocalista guineano Mory Kanté al incorporar la voz de Kanté de su sencillo de 1987 "Yé ké yé ké" en la producción del disco.[cita requerida]

### Brasil
Los productores brasileños han creado un vínculo entre el gqom y el baile funk, como se evidencia en ejemplos como el EP "GQOM IDEIAS" de JLZ y la canción "I Need Some Baile-GQOM" de State OFF.[cita requerida]

### Corea del Sur
En 2018, la banda de chicos BTS lanzó "Idol" como parte de su álbum "Love Yourself: Answer", que se inspiró en y abarcó elementos rítmicos del gqom. Además, la banda promovió una versión alternativa digital solo de la canción, en colaboración con la rapera y cantante trinitense-estadounidense Nicki Minaj.

### México
En 2021, el álbum Drum Temple del productor musical mexicano OMAAR encontró inspiración en el gqom, entre otros géneros como el funky británico. El sencillo "Drum Dance" fue descrito por Isabelia Herrera de Pitchfork como "una entusiasta reinterpretación del gqom y el techno, que evoca tanto un antiguo ritual como una intensa sesión de entrenamiento de fuerza".

### Nigeria
En 2018, Citizen Boy, originario de Durban y pionero de la música gqom, colaboró con el cantante nigeriano Dapo Tuburna en la producción del sencillo "Alala". Este tema se incluyó en la cara B del EP de Citizen Boy titulado "Gqom Fever". "Alala" combinaba elementos de gqom y afrobeats. En 2019, la cantautora Yemi Alade hizo una aparición en "My Power". En 2022, MOVES Recordings lanzó su segunda compilación, llamada "Cruise", que fusiona gqom, techno, amapiano y otros géneros. La compilación contó con la participación de DJ Stainless, DJ Elede, DJ YK, DJ West, Fela 2 y DJ OP Dot.  

### Uganda
El sello discográfico Nyege Nyege Tapes, afiliado al festival Nyege Nyege en Uganda, ha lanzado discos de gqom con pioneros del género de Durban, así como con productores y vocalistas como Menzi Shabane, el trío Phelimuncasi (compuesto por Malathon y los gemelos vocalistas Makan Nana y Khera), el DJ ugandés Scoturn, DJ Ndakx y DJ Nhlekzin.

### Estados Unidos
En 2018, Nicki Minaj se unió a BTS en "Idol". En 2019, la rapera y cantante estadounidense Tierra Whack, junto con la productora discográfica y compositora Nija Charles, participaron en "My Power" de Beyoncé.
En 2024, Franchise presentó "Satisfaction"[cita requerida]

### Indonesia
En 2024, el DJ y productor musical de Bandung, REYY, publicó una canción llamada "Tokyo Gqom", que es un remix del sencillo de 2006 de Teriyaki Boyz, "Tokyo Drift (Fast & Furious)". [cita requerida]

## Movimientos de baile
Los movimientos de baile distintivos asociados con la música gqom incluyen gwara gwara, vosho y bhenga.

### Gwara gwara
El gwara gwara se realiza mediante el movimiento de balanceo del brazo y el codo, formando un círculo, mientras que una de las piernas se mueve en sincronía con el ritmo del brazo. Este movimiento parece tener algunas similitudes con la stanky legg. Gwara gwara  la popularidad del gwara gwara se atribuye en gran parte a los Sudafricanos DJ Bongz y la músico Babes Wodumo. El movimiento de baile fue ideado por el DJ y productor DJ Bongz, y fue ampliamente imitado por sudafricanos y otros africanos, principalmente durante el año 2016. La popularidad mundial del gwara gwara también se consolidó cuando la coreografía fue adoptada por músicos destacados: Rihanna ejecutó el movimiento mientras interpretaba "Wild Thoughts" en la 60.a entrega anual de los premios Grammy en 2018, y Childish Gambino lo realizó en el video de su canción "This Is America". BTS incluyó el baile en la coreografía de su canción "Idol".